# Whitestaunton
Whitestaunton is een civil parish in het bestuurlijke gebied South Somerset, in het Engelse graafschap Somerset met 256 inwoners.